# Václav Prokůpek
Václav Prokůpek (11. července 1902 Dolní Lochov – 22. května 1974 Brno) byl český spisovatel, překladatel, novinář, představitel Agrární strany a oběť komunistického režimu.

## Život
Narodil se v Dolním Lochově u Jičína, v rolnické rodině Jana Prokůpka a Aloisie rozené Žitné. Měl sedm sourozenců: Josefa (1881), Marii Kočovou (1884). Annu Charouskovou (1886–1975), Františka (1889), Jana (1891), Emilii Kulhánkovou (1896) a Boženu Kůtkovou (1899). Byl dvakrát ženatý: poprvé s Marií Trojanovou (1898–1933), podruhé s Izabelou Raidovou (1913–2004).
Gymnázium studoval v Jičíně a v Nové Pace, v Praze pak studoval na ČVUT. Technice se ovšem nikdy nevěnoval, neboť se záhy začal věnovat novinařině, především v agrárnických tiskovinách. Od roku 1928 byl členem Syndikátu novinářů České republiky a redaktorem největšího agrárnického listu Venkov. Souběžně začal psát povídky a romány z venkovského prostředí, byl představitelem meziválečného ruralismu. K nejznámějším patří knihy Kamarádi, Baba (poctěná literární cenou země moravské za r. 1939), Ve stínu hor či Ztracená země.
R. 1939 odešel do Brna, kde se stal členem Moravského kola spisovatelů (MKS). R. 1942 byl jmenován ředitelem Družstva MKS. V únoru 1948 byl vyloučen Akčním výborem MKS a sesazen na místo účetního. V roce 1951 byl v rámci Procesu se Zelenou internacionálou zatčen. Zelená internacionála byla mezinárodní agrárnická organizace, Prokůpek byl označen za součást protistátní „klerofašistické odnože“ této internacionály. Ve vykonstruovaném procesu byl v roce 1952 odsouzen k 22 letům vězení. Propuštěn byl v roce 1964. V roce 1967 byl rehabilitován. Zemřel v Praze.

## Dílo

### Próza
- Historky z kriminálu – Plzeň: Rudá pomoc, 1925
- Esa a Bůh: tři prózy – dřevoryty od Jana Rambouska. Turnov: F. J. Müller, 1926
- Kamarádi: osudy zvířat a lidí – Praha: Josef Mrkvička, 1927
- Přes věky: román – obálku navrhl Jan Rambousek. Turnov: Müller, 1927
- Baba: život koně – Praha: Melantrich, 1928
- Marie: dívka z hor – Praha: Českomoravské podniky tiskařské a vydavatelské, 1929
- Ve stínu hor: román – Praha: J. R. Vilímek, 1931
- Deputátníci – Praha: Novina, 1932
- Na modré skále – Plzeň: Neuber-Pour, 1933
- Zakryto slzami: román – úpravu a obálku navrhl Fr. Podešva. Praha: Novina, 1937
- Ztracená země – Praha: Novina, 1938
- Nebe nad námi: vesnická freska – Praha: Novina, 1940
- Naše hříbátka – obrázky a původními litografiemi doprovodil Vojtěch Sedláček. Brno: Družstvo MKS, 1943
- Žitný dvojklas: román – obálku, frontispic, osm čtyřbarevných původních litografií a dvacet kreseb nakreslil a vazbu navrhl Emil Kotrba. Brno: Družstvo MKS, 1943
- Zakryto slzami – přepracováno. Praha: Vyšehrad, 1969
- Baba: román ze života koní – přepracováno; ilustroval Vojtěch Sedláček. Praha: Mladá fronta, 1971
- Žitný dvojklas – přepracováno

### Překlady z ruštiny
- Povídka o prosté věci – B. Lavreněv; přeložili R. Škandera a V. Prokůpek. Plzeň: Pravda, 1928
- Stachanovské hnutí v zemi osvobozené práce: výbor z řečí na poradě stachanovců v Moskvě – Praha: Pavel Prokop, 1936
- Dějiny občanské války v SSSR. [I] Příprava veliké proletářské revoluce. (Od počátku války až do počátku Říjnové revoluce 1917) – za redakce: M. Gorkého, V. Molotova, K. Vorošilova, S. Kirova, A. Zdanova, J. Stalina; za redakce Jaroslava Procházky. Praha: Karel Borecký, 1937
- Tábor smrti – Konstantin Michajlovič Simonov – Praha: Svoboda, 1945
- O velké vlastenecké válce Sovětského svazu – J. V. Stalin. Praha: Svoboda, 1945
- Vladimír Iljič Lenin: stručné vylíčení života a činnosti – za redakční spolupráce Gustava Czabana a J. Taufera. Praha: Svoboda, 1945
- Z temna do dne: hra o 4 jednáních a sedmi obrazech – Fedor Fedorovič Knorre. Praha: Svoboda, 1946
- Projev na první všesvazové poradě stachanovců – J. V. Stalin. Praha: Svoboda, 1946
- Co hájí Sovětský svaz – Praha: Svoboda, 1946
- Deset sovětských aktovek – autoři: K. Paustovskij ... Praha: Svoboda, 1946
- O theoriích společenského vývoje – G. Aleksandrov; přeložili: první část Miloš Cibulka; druhou část Václav Prokůpek; předmluvu napsal Arnošt Kolman. Praha: Svoboda, 1947
- K mládeži: úkoly organisací mládeže: řeč na III. Všeruském sjezdu Komunistického svazu mládeže Ruska 2. října 1920 – V. I. Lenin. Praha: Svoboda, 1948
- Lenin, Stalin, Kalinin mládeži – přeložili V. Prokůpek a M. Janáková. Praha: Mladá fronta, 1948
- Odbory ve výstavbě socialismu: sborník statí – V. I. Lenin, J. V. Stalin; uspořádal F. Urban; přeložili V. Kovanicová, V. Prokůpek a J. Procházka. Praha: Práce, 1949
- Píseň o životě: román – Olga Maťušina. Praha: Svět Sovětů, 1949
- Rozhovor s anglickým spisovatelem H. G. Wellsem – J. V. Stalin. Praha: Svoboda, 1949
- Spisy. Svazek 1, 1901–1907 – J. V. Stalin; přeložili: Julie Heřmanová, Miluše Svatošová, V. Prokůpek, František Musil. Praha: Svoboda, 1949
- Spisy. Svazek 2., 1907–1913 – J. V. Stalin; hlavní redakce Gustav Bareš za spolupráce J. Procházky; přeložili F. Musil, V. Prokůpek a J. Procházka; graficky upravil František Muzika. Praha: Svoboda, 1949
- Spisy. Svazek 3., 1917. Březen–říjen – J. V. Stalin; hlavní redakce G. Bareš za spolupráce J. Procházky; graficky upravil F. Muzika. Praha: Svoboda, 1949
- Vladimír Iljič Lenin: stručný životopis – Institut Marxe – Engelse – Lenina. Moskva. Praha: Svoboda, 1950
- Vybrané spisy ve dvou svazcích. Svazek I – V. I. Lenin; přeložili: J. Procházka, G. Czaban, V. Prokůpek. Praha: Svoboda, 1950
- Vybrané spisy ve svou svazcích. Svazek II – V. I. Lenin; přeložili J. Procházka a V. Prokůpek. Praha: Svoboda, 1950
- O literatuře – V. I. Lenin; z ruského sborníku "Lenin o literature" přeložili M. Mucala, J. Procházka a V. Prokůpek. Praha: Svoboda, 1950
- O realisaci – V. I. Lenin; ze 4. ruského vydání; přeložili V. Prokůpek a Libor Zapletal, za redakční spolupráce Vladimíra Kaigla. Praha: Svoboda, 1950
- K voličům – J. V. Stalin, V. M. Molotov; články z deníku "Pravda". Praha: Svoboda, 1950
- Učení J. V. Stalina o socialistickém státě – A. J. Vyšinskij. Zásluha J. V. Stalina o rozvinutí marxisticko-leninského učení o národnostní otázce – M. D. Kammari. Za vydání odpovídá Hana Malínská a Zdena Paříková. Praha: Svoboda, 1950
- Spolubojovníci o Stalinovi: sborník projevů sovět. činitelů k sedmdesátinám J. V. Stalina 21. 12. 1949 – [Malenkov, Molotov, Berija, Vorošilov, Mikojan, Kaganovič, Bulganin, Andrejev, Chruščev, Kosygin, Švernik, Skirjatov a Poskrebyšev] z ruského originálu 355. čísla listu "Pravda" z 21. prosince 1949 přeložili Hana Malínská, V. Prokůpek, Miluše Svatošová. Praha: Svoboda, 1950
- Proces s protisovětským trockistickým centrem roku 1937 – ze stenografických záznamů přeložili J. Procházka a V. Prokůpek. Praha: Svoboda, 1950
- Články a projevy z let 1922–1923 – V. I. Lenin; přeložili J. Procházka, V. Prokůpek a Zdeněk Dvořáček. Praha: Svoboda, 1951
- Dopisy z daleka – V. I. Lenin; přeložili J. Procházka a V. Prokůpek. Praha: Svoboda, 1951
- Socialismus a válka: (stanovisko SDDSR k válce) – V. I. Lenin. Praha: Svoboda, 1951
- Poučení o záškodnictví, diversí a špionáže japonských, německých a jiných trockistických agentů: z projevu na plenárním zasedání ÚV VKS(b) 28. února 1937 – V. M. Molotov. Praha: Svoboda, 1951
- Stalin v současném boji za mír – soubor mírových projevů J. V. Stalina a dokumentů mírové politiky SSSR uspořádal Pavel Kypr; úpravu překladu textů projevů z let 1945–1949 podle znění v čs. tisku provedla a novými překlady podle moskevské "Pravdy" doplnila M. Svatošová; text rozhovoru se Stassenem přeložil V. Prokůpek; úvodní slovo napsala Anežka Hodinová-Spurná. Praha: Mír, 1951
- Klasikové marxismu-leninismu o partyzánském boji – Marx, Engels, Lenin, Stalin; přeložili G. Czaban, J. Procházka a V. Prokůpek; úvod k prvnímu vydání napsal Boris Ponomarev. Praha: Naše vojsko, 1951
- Agrární program sociální demokracie v první ruské revoluci roku 1905–1907 – V. I. Lenin; přeložili J. Procházka, V. Prokůpek a Marta Svárovská. Praha: Svoboda, 1952
- Stalin a Rudá armáda – K. J. Vorošilov. Praha: Naše vojsko, 1952
- Vybrané filosofické spisy. Svazek I – N. G. Černyševskij; pod redakcí a s předmluvou M. M. Grigorjana; přeložili M. Cibulka, V. Prokůpek, M. Svobodová a J. Víšková; verše, pokud není uvedeno jinak, přeložil J. Pospíšil. Praha: SNPL, 1953
- Stalin a ozbrojené síly SSSR – K. J. Vorošilov; přeložili V. Prokůpek a Ludvík Myška. Praha: Naše vojsko, 1955

### Jiné
- Kupředu, k socialismu!: výsledky VII. světového kongresu Komunistické internacionály – přeložil Josef Svoboda; překlad přehlédli K. Konečný a V. Prokůpek. Praha: František Nedvěd, 1936
- Seznam prací druhé dílčí členské výstavy Spolku výtvarných umělců Aleš – sestavil. Brno: Aleš, 1943
- Za novou lidovou demokratickou armádu: dokumenty a projevy – sestavil. Praha: Svoboda, 1945
- Dvě taktiky sociální demokracie v demokratické revoluci – V. I. Lenin; přeložil J. Procházka za redakční spolupráce G. Czabana a V. Prokůpka; předmluvu napsal Pavel Rejman. Praha: Svoboda, 1946
- Co dělat?: palčivé otázky našeho hnutí – V. l. Lenin; přeložil J. Procházka za redakční spolupráce V. Prokůpka, G. Czabana a Jaroslava Bílého. Praha: Svoboda, 1949
- Dějiny všesvazové komunistické strany (bolševiků): stručný výklad – přeložil J. Procházka za redakční spolupráce B. Šmerala a V. Prokůpka; redigovala M. Svatošová a Čestmír Císař. Praha: Svoboda, 1949
- Stalin v obrazech – v překladu J. Procházky za redakční spolupráce V. Prokůpka a M. Svobodové. Praha: Orbis, 1949
- Rozvoj idejí I. P. Pavlova – K. M. Bykov; přeložili Zora Rozehnalová, František Krejčí a Zdeněk Martínek za redakční spolupráce V. Prokůpka. Praha: Svoboda, 1950
- Dětská nemoc "levičáctví" v komunismu – V. I. Lenin; přeložil J. Procházka za redakční spolupráce B. Šmerala a V. Prokůpka. Praha: Svoboda, 1950
- Socialistická organisace práce a odměna za ni – A. Ljapin; přeložila Božena Macková za redakční spolupráce V. Prokůpka. Praha: Svoboda, 1951
- Na pomoc posluchačům politického školení – přeložili Miroslav Čapek ... et al.; redakční spolupráce V. Prokůpka. Praha: Svoboda, 1951